# Codringtonia acarnanica
Codringtonia acarnanica е вид коремоного от семейство Helicidae.

## Разпространение
Видът е ендемичен за Гърция.